# Alla Jefremowna Gerber

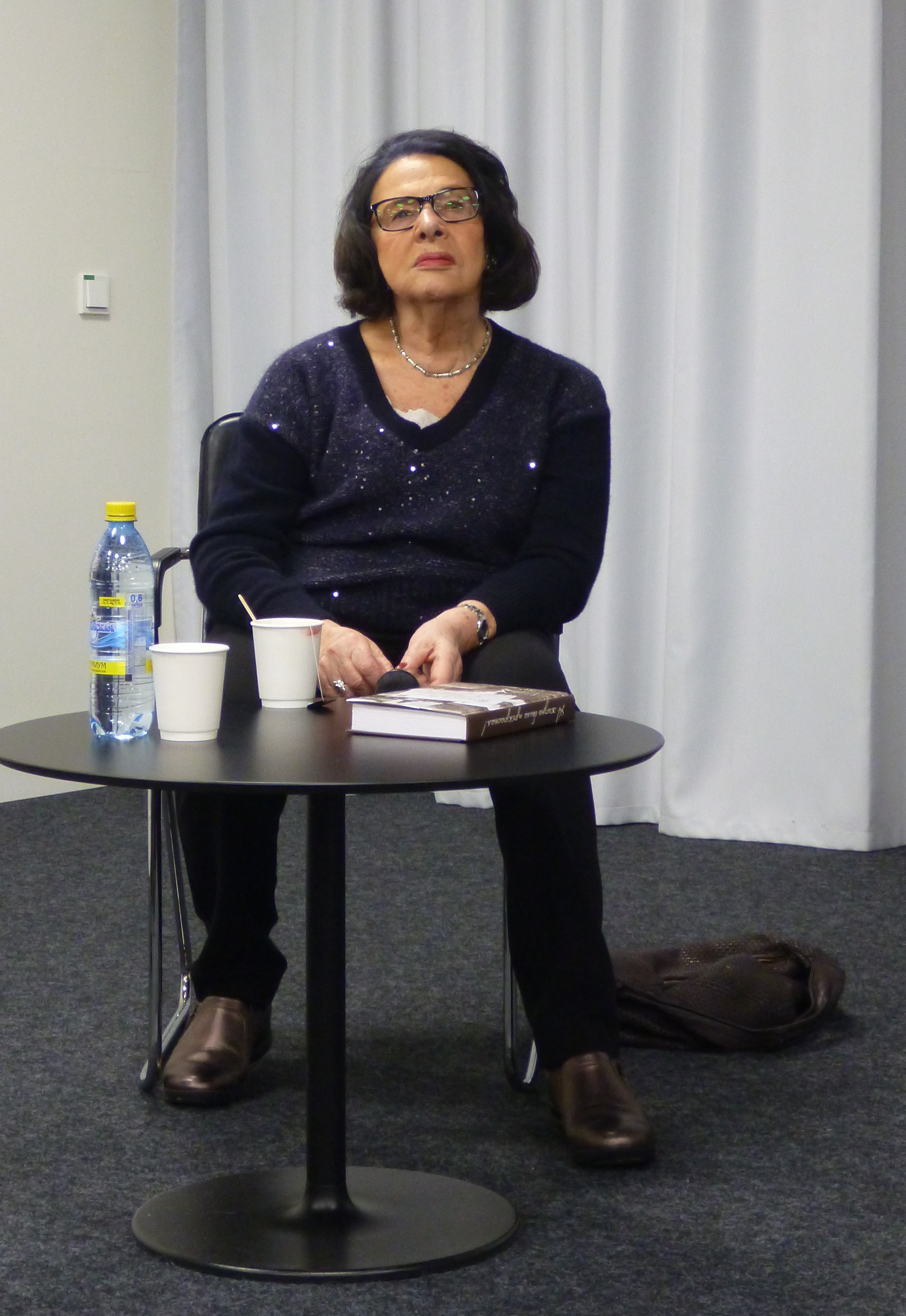
Alla Gerber (2020)

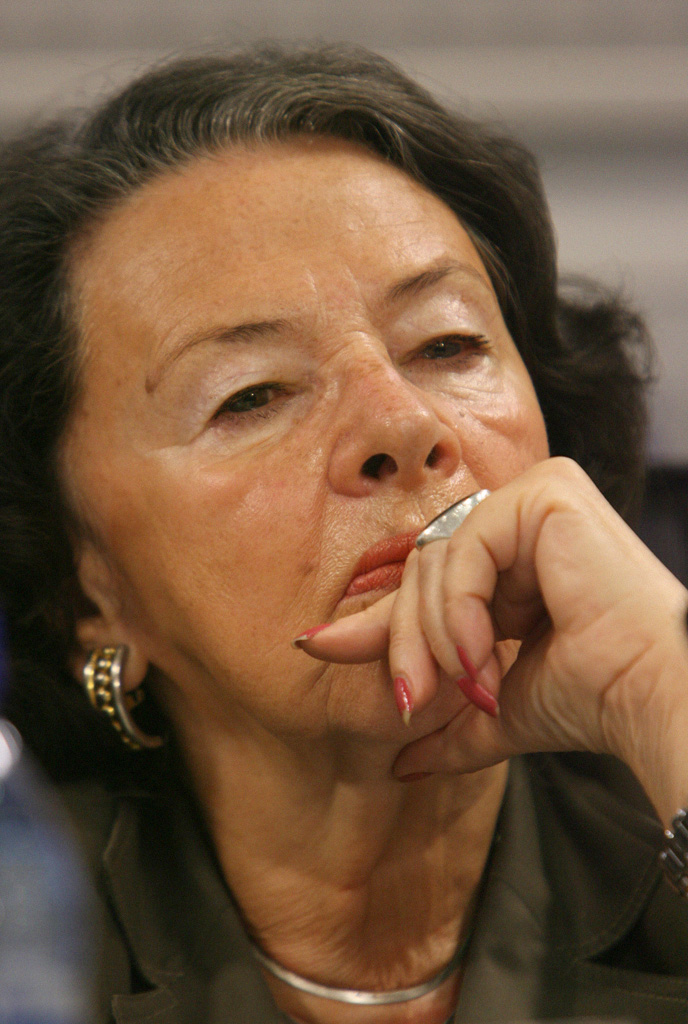
Alla Gerber (2006)

Alla Jefremowna Gerber (russisch Алла Ефремовна Гербер, wiss. Transliteration: Alla Efremovna Gerber; * 3. Januar 1932 in Moskau) ist eine russische Politikerin, Journalistin und Filmkritikerin.

## Leben
1955 schloss Alla Gerber ihr Studium an der rechtswissenschaftlichen Fakultät der Staatlichen Universität Moskau ab. In den Folgejahren war sie als Anwältin und Journalistin tätig. Zuerst war sie für Moskowski Komsomolez tätig und war Korrespondentin der Zeitungen „Junost“ (russisch: Jugend), Iswestija, Literaturnaja gaseta und Komsomolskaja Prawda. Seit 1963 hat sie über 1000 Artikel und 8 Bücher verfasst. Darüber hinaus ist sie Mitglied des Russischen Journalistenverbandes und ehemaliges Mitglied des Schriftstellerverbands der UdSSR. Sie leitet seit Ende der 1990er Jahre das Russische Holocaust-Zentrum (Moskowskij Zentr Golokost (MZG)).

## Politische Etappen
- 1989: Mitorganisatorin der Pro-Perestroika-Schriftstellerbewegung „Aprel“ («Апрель»)
- 1990: erster antifaschistischer Prozess in der UdSSR, der mit der Verurteilung eines Funktionärs der ultra-nationalistischen Organisation Pamjat (russisch für Gedächtnis) endete
- 1991: führendes Mitglied der Bewegung „Demokratisches Russland“ und Gründung des Moskauer Antifaschistischen Zentrums
- 1993: Abgeordnete der ersten Staatsduma der Russischen Föderation in der Fraktion „Entscheidung Russlands“ („Выбор России“)
- seit 1995: Wissenschaftliche Mitarbeiterin des Instituts für die Wirtschaft der Übergangsperiode („Института экономики переходного периода“[4]); Präsidentin der Russischen Holocaust Stiftung, Mitglied des Redaktionskollegiums der Bibliothek „Holocaust“ und unter anderem Co-Autorin von Die Geschichte des Holocaust auf den sowjetischen Gebieten
- seit 2007: Mitglied der Öffentlichen Kammer Russlands[5]

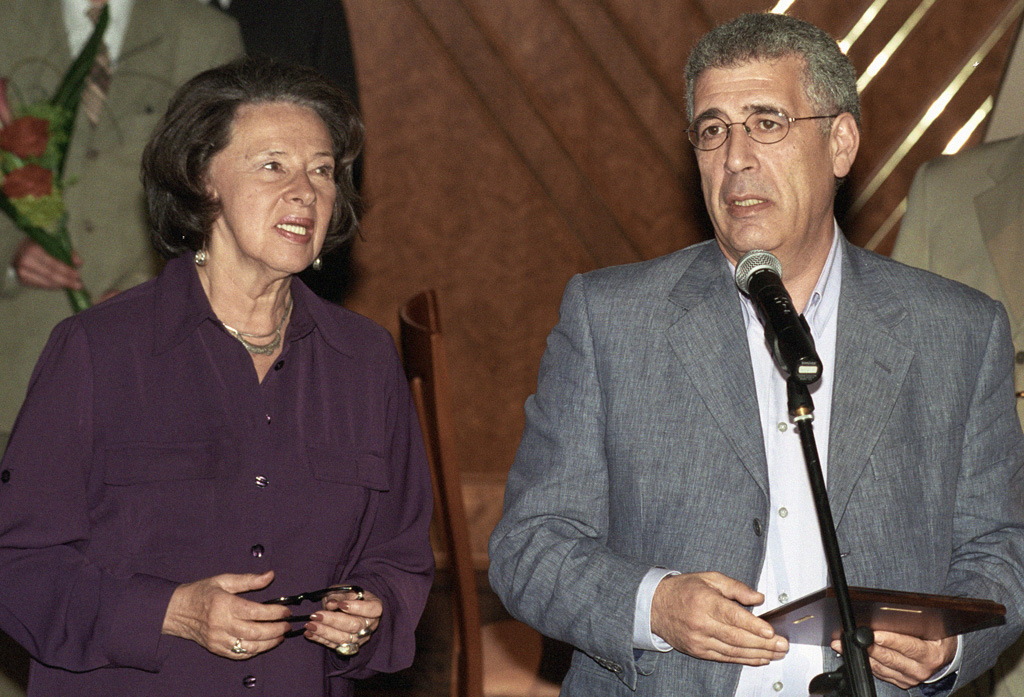
Person des Jahres 2003, mit Lew Nowoschonow

In der Duma wirkte sie unter anderem an Gesetzen in folgenden Bereichen mit:
- Begrenzung der Privilegien der Abgeordneten und staatlicher Beamter
- Staatliche und Nichtstaatliche mittlere Bildung
- Verbot extremistischer Organisationen, Hetzpropaganda und Nationalsozialistischer Symbole
- Schutz von Museen und Bibliotheken

## Auszeichnungen und Ehrungen
- Laureatin des Preises „Person des Jahres 5762“ der Föderation der Jüdischen Gemeinden Russlands
- 2013: Verdienstkreuz am Bande des Verdienstordens der Bundesrepublik Deutschland
- 2018: Austrian Holocaust Memorial Award